# Капитолий штата Мэриленд
Капито́лий шта́та Мэ́риленд (англ. Maryland State House) находится в городе Аннаполис — столице штата Мэриленд. В нём проводит свои заседания легислатура («генеральная ассамблея») штата Мэриленд (Maryland General Assembly), состоящая из Палаты делегатов и Сената штата Мэриленд.

## История и архитектура
Капитолий штата Мэриленд был построен в 1772—1779 годах по проекту архитектора Джозефа Горацио Андерсона (Joseph Horatio Anderson). С ноября 1783 года до августа 1784 года он служил Капитолием Соединённых Штатов Америки, и в нём проходили заседания Конгресса Конфедерации. В частности, 23 декабря 1783 года перед этим конгрессом генерал Джордж Вашингтон сложил с себя полномочия главнокомандующего Континентальной армией, а 14 января 1784 года конгресс ратифицировал Парижский мир — договор между США и Великобританией, завершивший войну за независимость США.

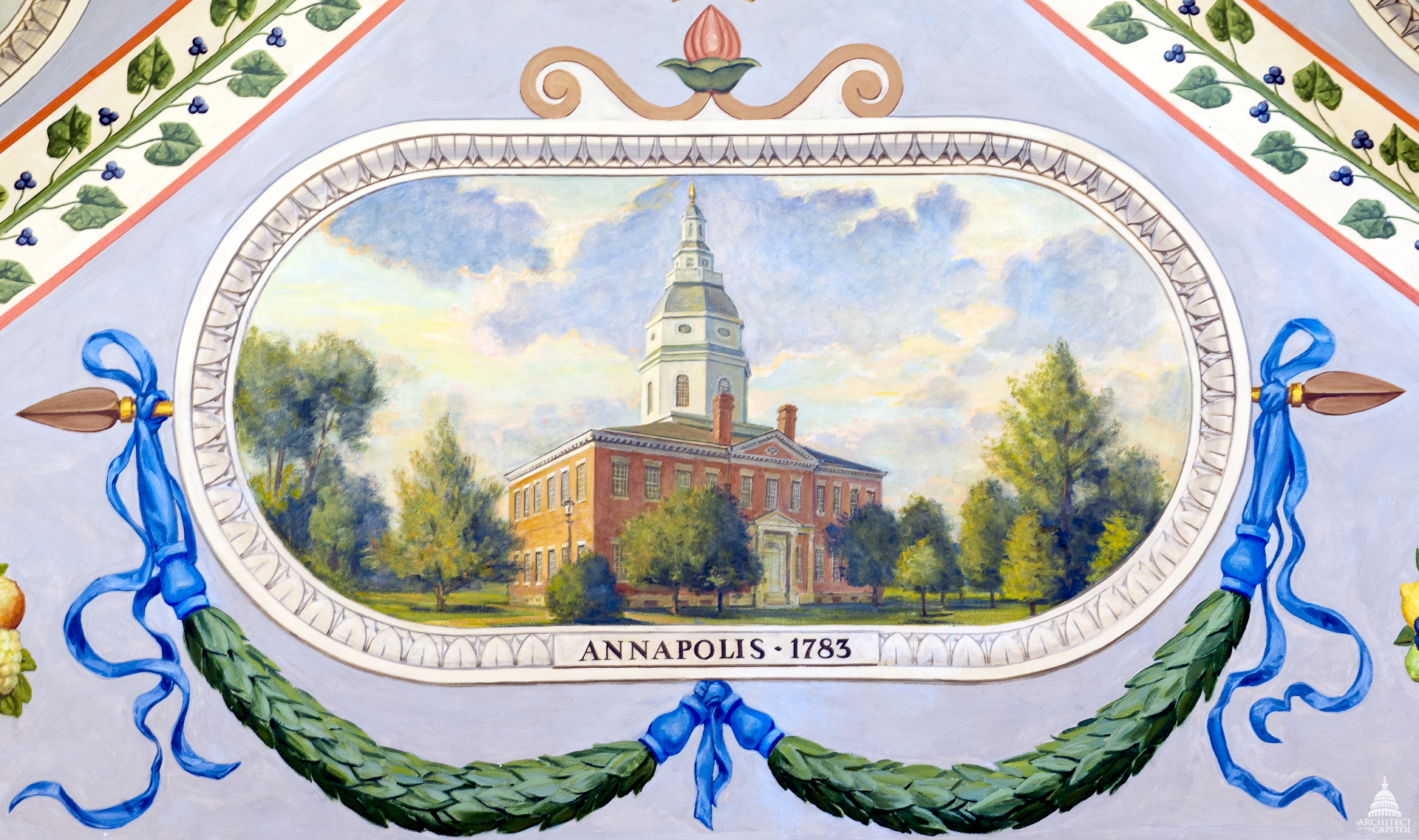
Капитолий Мэриленда в 1783 году

В начале XX века архитектурной компанией Baldwin and Pennington была проведена значительная реконструкция капитолия, которая завершилась в 1905 году. Вместо расширений, добавленных в XIX веке, была построена одна большая пристройка (Annex), в которой, в частности, находились новые залы заседаний Палаты делегатов и Сената штата Мэриленд.
Капитолий штата Мэриленд считается самым старым из капитолиев штатов США, который непрерывно служил в качестве здания для законодателей. Высота капитолия — 55,2 м.
19 декабря 1960 года Капитолий штата Мэриленд получил статус Национального исторического памятника США, а 15 октября 1966 года он был внесён в Национальный реестр исторических мест США под номером 66000385.